# 涙のかわくまで
「涙のかわくまで」（なみだのかわくまで）は、1967年12月に発売された西田佐知子のシングルレコードである。発売元はポリドール・レコード（現：ユニバーサルミュージック）。品番：SDR-1317。

## 解説
表題曲「涙のかわくまで」は宮川泰による楽曲。演奏は、ポリドール・オーケストラによる。
シングルの発売が年末だったこともあり、翌年に渡って売り上げを伸ばした。1968年の年間ヒットチャート（オリコン）では第27位にランクイン。
1967年大晦日放送の『第18回NHK紅白歌合戦』に出演し（連続7回目）、本楽曲を披露した。

## 収録曲
1. 涙のかわくまで
  - 作詞: 塚田茂 、作曲: 宮川泰、編曲: 森岡賢一郎
2. 嘘は罪よ
  - 作詞: 水木かおる、作曲・編曲: 小林亜星

## 収録作品
涙のかわくまで
- 西田佐知子 アカシアの雨がやむとき（1993年：POCH-1288）
- 全曲集（1994年：POCH-1437）
- 西田佐知子全曲集（1999年：POCH-1842）
- スーパー・バリュー 西田佐知子（2001年：UPCH-8010）
- GOLDEN☆BEST 西田佐知子（2003年：UICZ-6041）
- 西田佐知子 魅惑のヒット集ベリーベスト（2006年：EJS-5）
- 西田佐知子歌謡大全集（2007年：UPCY-9096/100）
- 初めての街で 〜西田佐知子ベストセレクション〜（2009年：UPCY-6543）

## カバー
涙のかわくまで
- 藤圭子（アルバム『演歌全集8枚組（憂愁/恋心）』収録。1973年：JRS-9221～28）
- 麻生よう子（シングル「B1パブ」カップリング収録。1979年：DR-6279）
- 桑田佳祐（2014年） - DVD・BD『昭和八十八年度! 第二回ひとり紅白歌合戦』収録。